# Festival Internacional de Cine de Costa Rica
El Festival Internacional de Cine de Costa Rica, comúnmente abreviado a CRFIC, es un certamen cinematográfico que invita al público cinéfilo costarricense a apreciar lo mejor de la cinematografía internacional y centroamericana. Directores, actores, productores, asesores, especialistas y gestores provenientes de todas partes del mundo participan en encuentros, debates y actividades formativas.

## Competencias
Competencia Centroamericana de Largometraje
La Competencia centroamericana de largometraje es una sección competitiva que funge como plataforma para distinguir diversas sensibilidades y maneras de contar, pero tras cuya pluralidad subyace el sello de Centroamérica como una región donde sus cineastas comparten historias, inquietudes e identidades. Competencia Costarricense de Largometraje
La Competencia costarricense de largometraje es una sección competitiva que expone la madurez y contemporaneidad del más reciente cine nacional en sus diferentes facetas y modalidades de representación. Las cintas aquí reunidas constituyen una carta de introducción del cine costarricense ante la comunidad audiovisual internacional.Competencia Nacional de Cortometrajes
La Competencia nacional de cortometraje es una sección conformada por cortometrajes costarricenses, en la que se desea destacar el valor de las historias cortas como una modalidad cinematográfica de inherente calidad artística, características propias y constante indagación creativa; y con la cual se procura contribuir a la visibilización de las obras de los nuevos realizadores nacionales.

## Premios
El Costa Rica Festival Internacional de Cine otorga varios premios en metálico, con el objetivo de incentivar el proceso de desarrollo de las películas y los cineastas seleccionados por los miembros del jurado.
Además, el jurado podrá conceder reconocimientos para destacar aspectos técnicos y/o artísticos que considere sobresalientes de las obras en competencia en cada categoría.
El premio del público será atribuido a la obra mejor calificada por la audiencia mediante las votaciones emitidas al finalizar la proyección de cada una de las películas participantes en las secciones competitivas.
Premios de la Competencia centroamericana de largometraje

Mejor largometraje centroamericano  (Acompañado de un incentivo económico de 1.000.000 de colones)
Premio especial del jurado
Premio del público
Premios de la Competencia costarricense de largometraje

Mejor largometraje costarricense  (Acompañado de un incentivo económico de 3.000.000 de colones)
Premio especial del jurado
Premio del público
Premios de la Competencia nacional de cortometraje

Mejor cortometraje costarricense   (Acompañado de un incentivo económico de 1.000.000 de colones)
Premio especial del jurado
Premio del público

## CRFIC 12 (2024)
Fechas y Sedes
La duodécima edición del CRFIC se llevó a cabo del 20 al 29 de junio de 2024 en San José. Las sedes principales fueron el Centro de Producción Cinematográfica, Cine Magaly, Centro Cultural Costarricense Norteamericano y la Alianza Francesa.
Películas Seleccionadas
Se presentaron 76 películas, incluyendo 45 dirigidas o codirigidas por mujeres. Las competencias principales fueron la Competencia Centroamericana y Caribeña de Largometraje y la Competencia Nacional de Cortometrajes, con la participación de 12 películas seleccionadas de países como Costa Rica, Puerto Rico, Cuba, República Dominicana y Panamá.
Eventos Importantes
Además de las proyecciones, el festival ofreció talleres de formación, mesas de debate y actividades para toda la familia. La etapa itinerante llevó el cine a comunidades como Limón, Guatuso, Cañas, Tilarán, Esparza y Golfito. 